# Marija Krucifiksa Kozulić
Marija Krucifiksa Kozulić (tal. Maria Crocifissa Cosulich; Rijeka, 20. rujna 1852. – Rijeka, 29. rujna 1922.), znana i kao Riječka Majka (Madre Fiumana), osnivateljica je karitativnih ustanova u Rijeci i utemeljiteljica autohtone hrvatske redovničke zajednice Družbe sestara Presvetog Srca Isusova. 

## Životopis
Majka Marija Krucifiksa Kozulić rođena je 20. rujna 1852. u Rijeci. Potječe iz uzorne kršćanske i bogate lošinjske obitelji brodovlasnika i kapetana te dobrotvora crkvenih i humanitarnih ustanova u Rijeci. Već je od rane mladosti pokazivala težnju za pobožnošću i duhovnošću. Od obitelji je naslijedila pobožnost prema Presvetom Srcu Isusovu.
Školovala se u školi sestara benediktinki u Rijeci i Goriciji u Italiji. Završila je učiteljsku školu, stručnu školu ručnoga reda te se usavršavala na području predškolskoga (vrtićkoga) odgoja. Bila je učiteljica glazbe i zabavišta i poznavala je više (barem pet) stranih jezika. Bila je vrlo krhkoga zdravlja. Dvadeset je godina bila vrlo angažirana laikinja članica trećoredske zajednice, u koji je ušla 1878. položivši zavjete u svetištu Majke Božje Trsatske te uzevši ime sestra Eleonora, i ujedno Udruge Kćeri Presvetog Srca Isusova. Deset je godina u Trstu poučavala u vjeri siromašne i nezbrinute djevojčice, šireći pobožnost Presvetoga Srca Isusovoga. U 29. godini života položila je zavjet čistoće. U Trstu je stvorila odluku da će sav svoj život posvetiti odgoju i obrazovanju ženske mladeži. Marija nastavlja pastoralno-karitativno djelovanje u Rijeci 1889., kao ravnateljica istoimene Udruge Kćeri Presvetog Srca Isusova, gdje je 1895. utemeljila na Pomeriji i Zavod Presvetog Srca Isusova za žensku mladež i dječji vrtić. To je bilo utočište za siromašnu djecu bez obzira na njihovu vjeru i narodnost. Riječani su je zvali „Majkom brojne djece”. O. Arkanđeo je napisao Konstitucije za redovničku zajednicu koje je ona pod njegovim vodstvom dopunila. Pravila i Konstitucije odobrio je 6. srpnja  1899. senjsko-modruški biskup Antun Maurović i time je osnovana redovnička zajednica posvećena Presvetomu Srcu Isusovu. Svrha je Družbe odgoj i obrazovanje siromašne djece i ženske mladeži. Redovničku odjeću Marija Kozulić odijeva 1904. godine i polaže svete zavjete uzimajući ime s. Krucifiksa (Raspeta). Majka Krucifiksa bila je žena duboke kontemplacije i euharistije iz koje je crpila svu snagu za svoj apostolat. Njezino je geslo: „Jaslice, križ, euharistija - tri čuda ljubavi!”. 
Utemeljiteljica Majka Marija Krucifiksa prenijela je svojoj Družbi kristocentričnu i marijansku duhovnost. Središte je te duhovnosti štovanje otajstva Kristova Srca, osobno predanje i posveta Presvetomu Srcu Isusovu, pod zaštitom Bezgrješne Djevice. Sestre sjedinjujući se s Kristom Raspetim i živeći po svetim zavjetima u zajednici, u jednostavnosti, poniznosti i ljubavi daruju svoj život za svetost Crkve i spasenje svih ljudi.
Umrla je na glasu svetosti, 29. rujna 1922. godine u Rijeci. Posljednje riječi bile su joj: „Rado ostavljam zemlju, jer sam izvršila svoje poslanje.” Njezino tijelo počiva na gradskom groblju Kozala u Rijeci.

## Štovanje
Priprema se beatifikacijski postupak. Njezino djelo nastavile su njezine duhovne kćeri Družbe Presvetog srca Isusova djelujući u šest biskupija u Hrvatskoj, Italiji i Njemačkoj. U Rijeci je 28. travnja 2008. svečano postavljena pločom s imenom ulice Prolaz Marije Krucifikse Kozulić.
16. veljače 2013. dekretom koji je potpisao pročelnik Kongregacije za kauze svetaca kardinal Angelo Amato Vatikan je potvrdio da može službeno započeti postupak za beatifikaciju.
20. listopada 2013. u katedrali sv. Vida u Rijeci svečano je započeo postupak za proglašenje blaženom Marije Krucifikse Kozulić.
Duhovna obnova grada Rijeke stavljena je pod nebesku zaštitu sv. Vida, zaštitnika grada Rijeke i Riječke nadbiskupije te zagovor Gospe Trsatske – čuvarice Grada Rijeke, i zagovor riječkih službenika Božjih – majke Marije Krucifikse Kozulić i fra Ante Josipa Tomičića.

## Vanjske poveznice
|  | Wikicitati imaju zbirke citata o temi Marija Krucifiksa Kozulić |

- Mrežne stranice Družbe sestara Presvetog Srca Isusova